# Blejoi
Blejoi est une commune roumaine du județ de Prahova, dans la région historique de Valachie et dans la région de développement du Sud.

## Géographie
La commune de Blejoi est située dans le centre du județ, en Munténie (Grande Valachie), sur la rive gauche de la rivière Teleajen, dans la plaine valaque, à 5 km au nord de Ploiești, le chef-lieu du județ, dont elle est une banlieue.
La municipalité est composée des trois villages suivants (population en 1992) :
- Blejoi (3 489), siège de la municipalité ;
- Ploieștori (2 685) ;
- Țânțăreni (1 460).

## Politique
| Parti | Parti                                      | Sièges |
| ----- | ------------------------------------------ | ------ |
|       | Parti social-démocrate (PSD)               | 11     |
|       | Parti national libéral (PNL)               | 2      |
|       | Alliance des libéraux et démocrates (ALDE) | 1      |
|       | Parti Mouvement populaire (PMP)            | 1      |

## Religions
En 2002, la composition religieuse de la commune était la suivante :
- Chrétiens orthodoxes, 94,77 % ;
- Chrétiens évangéliques, 3,67 % ;
- Pentecôtistes, 0,74 %.

## Démographie
En 2002, la commune comptait 7 796 Roumains (98,40 %) et 117 Tsiganes (1,47 %). On comptait à cette date 2 960 ménages.
| 1992  | 2002  | 2007  |
| ----- | ----- | ----- |
| 7 634 | 7 922 | 8 130 |

## Économie
L'économie de la commune repose sur le commerce et plusieurs petites entreprises très diverses (emballage, construction, asphalte, confection...). De par sa proximité avec Ploiești, de nombreux habitants de Blejoi travaillent dans la grande ville voisine.

## Communications

### Routes
Blejoi est située sur la route nationale DN1A Ploiești-Vălenii de Munte-Brașov et sur la DN1B, contournement nord de Ploiești entre la DN1 et l'est du județ et Buzău.

### Voies ferrées
La commune possède une gare sur la ligne de chemin de fer Ploiești-Măneciu.

## Lieux et Monuments
- Église orthodoxe en bois du XVIIIe siècle.

## Personnalités
- Geo Bogza (en), (1908-1993), poète, essayiste, journaliste qui fut un grand soutien du Parti communiste roumain mais qui s'éloigna ensuite de Nicolae Ceaușescu dans les années 1970.

- Radu Tudoran (en), (1910-1992), né Nicolae Bogza, écrivain, frère de Geo Bogza dont il ne partagea pas les positions politiques.